# Apterygon mirum
Apterygon mirum är en insektsart som beskrevs av Clay 1961. Apterygon mirum ingår i släktet Apterygon och familjen spolätare. Inga underarter finns listade i Catalogue of Life.